# Mary Miller
Mary Ellen Miller (nacida el 30 de diciembre de 1952)  es una historiadora estadounidense, decana del Yale College. En 1998, obtuvo la cátedra Vincent Scully, de Historia del Arte y en 2008 fue nombrada Profesor Sterling (el más alto nivel académido  en la Universidad de Yale). Se ha desempeñado como responsable del departamento de Estudios de Latinoamérica y de Arqueología en la propia universidad. 

## Datos biográficos
Originaria del estado de Nueva York, Miller obtuvo su licenciatura en arte de la Universidad de Princeton y su doctorado de la Universidad de Yale. 
Fue la conservadora en  la exhibición  "The Courtly Art of the Ancient Maya", de Arte maya que tuvo lugar en la Galería Nacional de Arte, en Washington D. C. y en el Museo de Bellas Artes de San Francisco, California. Escribió para tal exhibición el catálogo que fue nominado como finalista para obtener el premio Alfred H. Barr, Jr. junto con Simon Martin, epigrafista de la Universidad de Pensilvania.  También había escrito otro catálogo en coautoría con Linda Schele que a su vez ganó el antes mencionado premio el año de 1986.
Ha trabajado durante varios años en el Proyecto Bonampak que tiene la finalidad de restaurar las pinturas murales del yacimiento arqueológico en Chiapas, México.
Miller ha sido cabeza del Saybrook College de 1999 hasta 2008, cuando fue nombrada para reemplazar a  Peter Salovey como la decana del Yale College.
Ha escrito muchos artículos especializados en el arte de los aztecas y de los mayas, así como de la historiografía del arte precolombino.  Ha ganado reconocimiento en los Estados Unidos e internacionalmente por su trabajo sobre la cultura maya, incluyendo una beca de la Fundación Guggenheim, y es miembro de la Academia Americana de Artes y Ciencia.

## Obras
Miller es la autora de los libros:(en inglés)
- Maya Art and Architecture
- The Gods and Symbols of Ancient Mexico
- The Maya: A Dictionary of Mesoamerican Religion (en coautoría con Karl Taube)
- The Art of Mesoamerica, colección «World of Art», Thames & Hudson
  - El arte de Mesoamérica, colección «El mundo del arte» (n.º 53), Ediciones Destino
- The Murals of Bonampak
- En coautoría con Linda Schele, The Blood of Kings